# 연희전문학교

1918년의 모습

연희전문학교(한국 한자: 延禧專門學校)는 경신학교의 후신으로 세브란스병원과 함께 연세대학교의 공동 전신이던 학교인데, 1915년 3월 5일에 조선기독교학교로 첫 발족하고  1917년 4월 7일에 구제전문학교인 사립 연희전문학교로 거듭 발족하였다.
일제강점기 시대 말기 한때, 1944년 4월에 적산(敵産)이라는 명목으로 학교가 몰수되어 조선총독부의 관리하에서 조선인 간부와 교수진을 추방하였으며, 교명이 경성공업경영전문학교(京城工業經營專門學校)로 변경되었다.
1945년 8월 15일 해방된 후 미군정청을 비롯한 정부에 의해 대학기관으로 승격되어 4년제 대학 연희대학교로 명칭이 변경되었으며, 1957년 세브란스 의과대학과 통합해 연세대학교로 발족하여 현재에 이르고 있다.

## 역사

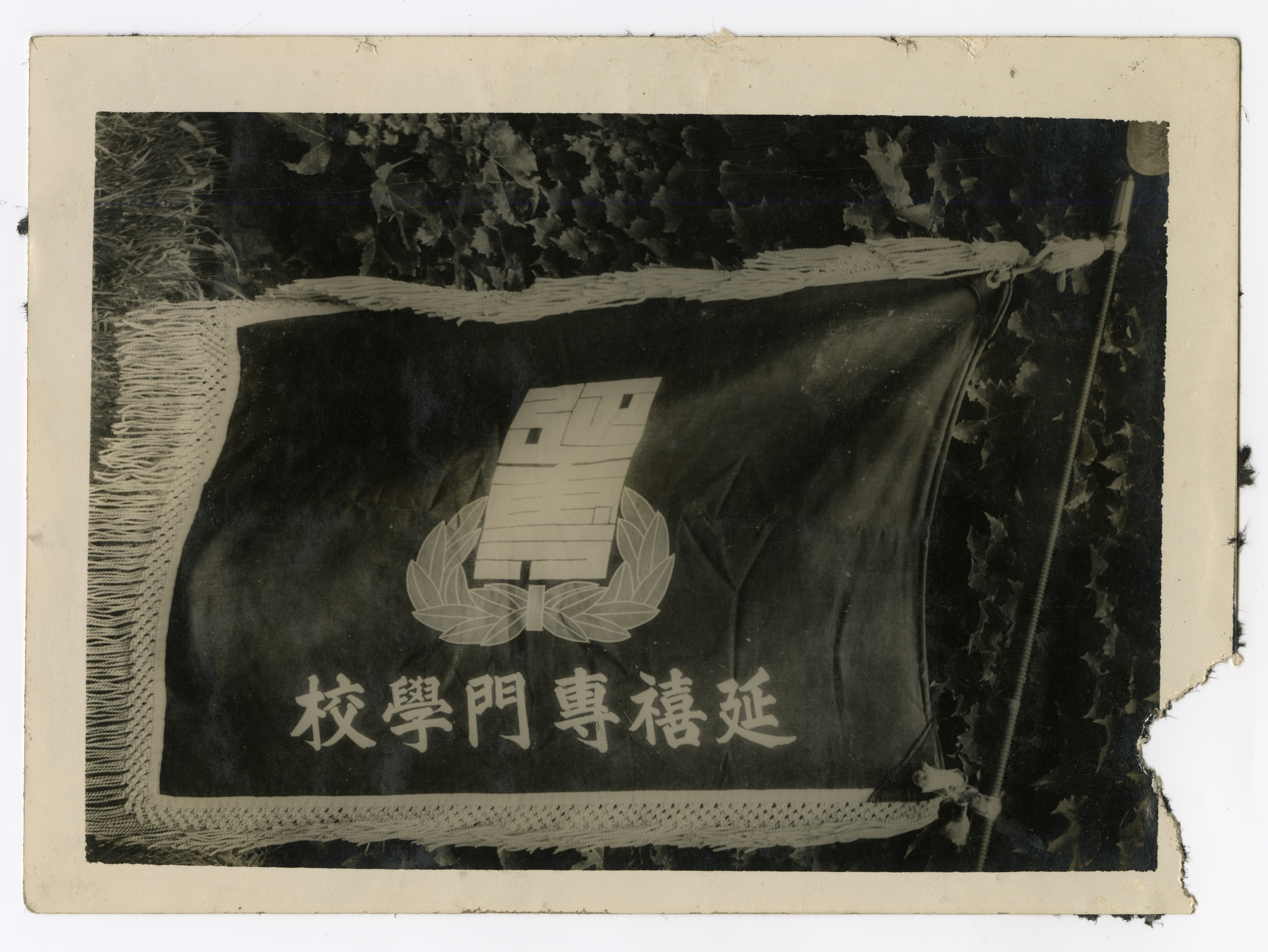
1939년 연희전문학교기가 바람에 휘날리는 모습

1915년 3월에 미국 북장로교 선교부의 협조와 재한 남·북감리교 선교부, 캐나다 장로교 선교부의 협력을 얻어 조선기독교학교(Chosun Christian College)를 서울 종로의 YMCA에서 개교하였는데 초대 교장에 호러스 그랜트 언더우드 선교사와 부교장에 에비슨 박사가 취임하였다. 1917년 4월 7일에 사립 연희전문학교(延禧專門學校)로 발족하였고 같은 해인 1917년에는 존 언더우드(John T. Underwood) 박사의 기부금으로 경기도 고양군 연희면 창천리(현재 연세대학교 부지)의 대지 19만평을 교지로 구입하였다. 1919년 3월에 연희전문학교 1회 졸업생 배출하였다. 1920년에 찰스 스팀슨(Charles S. M. Stimson)의 기부금으로 스팀슨홀을 건립하여 학교를 이전하였고 1923년 3월에 신교육령에 의해 교명이 연희전문학교로 바뀌었다. 1926년에 연희전문학교와 세브란스 의학전문학교의 합동에 대한 의견이 피력되었고 1926년 6월에 본격적인 논의가 진행되었지만 일제의 간섭으로 진전되지 못했다. 1935년 9월 1일에 연세춘추의 전신인 월간지《연전타임스》가 창간되었다. 1944년 4월에 적산(敵産)이라는 명목으로 학교가 몰수되어 조선총독부의 관리하에서 조선인 간부와 교수진을 추방하였으며, 교명이 경성공업경영전문학교(京城工業經營專門學校)로 변경되었다.
해방 이후 재산과 운영권을 미군정청으로부터 인수받아 교명을 연희전문학교로 회복했다. 1946년 8월 15일에는 연희대학교(延禧大學校, Chosun Christian University)로 승격되어 4학원 11학과(문학원, 상학원, 이학원, 신학원)의 종합대학교로 인가되었다. 연희대학교의 초대 학장으로는 백낙준(白樂濬, 1895년 ~ 1985년)이 취임하였고 1946년 9월에는 남녀공학 대학교가 되었다. 1949년에는 세브란스 의과대학 예과를 연희대학교에 두었으며, 이듬해 1950년에는 연희대학교 제1회 졸업생을 배출했다. 1950년에는 4대학 17학과(문과대학, 상경대학, 이공대학, 신과대학)로 증설하고 대학원을 신설하였다. 그러나 같은 해 6.25 전쟁의 발발로 3개월간 임시 휴교를 단행하였으며, 11월 3일 재등록을 받아 개강하였지만 1951년 1·4 후퇴의 여파로 부산으로 학교를 옮겨 개강했다.
1953년 7월 27일에 휴전 협정이 맺어짐에 따라, 동년 8월에 서울 본교로 돌아와 개강하였다. 1953년 대학원에 의학과 석사과정을 설치하였고 1954년 정법대학을 신설하였으며 같은 해 8월에는 동방학연구소에서 학술지인 《동방학지》를 발간하였다.
1955년에 세브란스 의과대학과 연희대학교의 이사회는 재단법인 연세대학교를 구성하는데 합의, 1956년에 재단법인을 세움으로써 연세대학교로 바뀐다.

## 갤러리

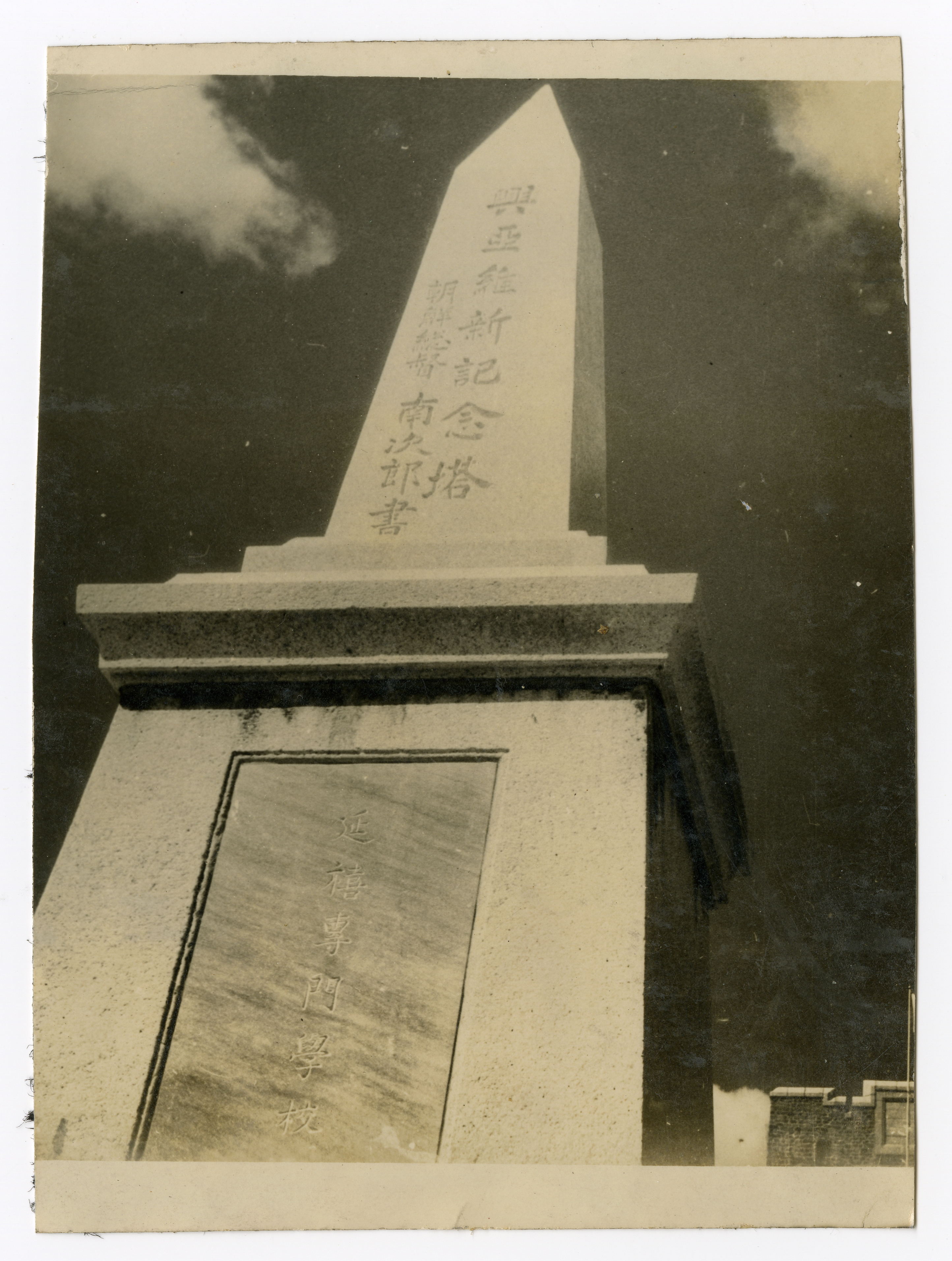
미나미 지로가 세운 흥아유신기념탑 (1939)
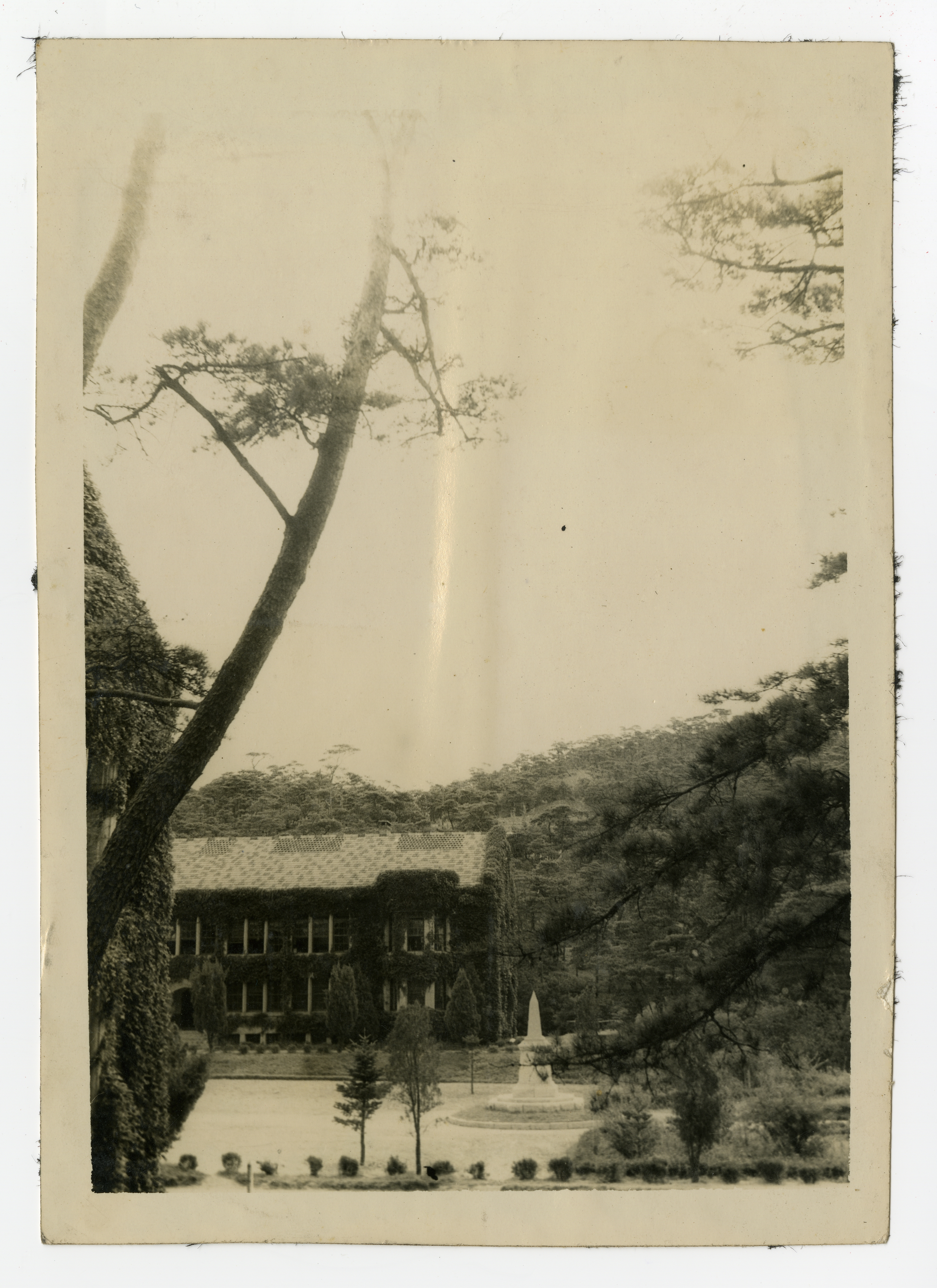
연희전문학교 건물 (1939)
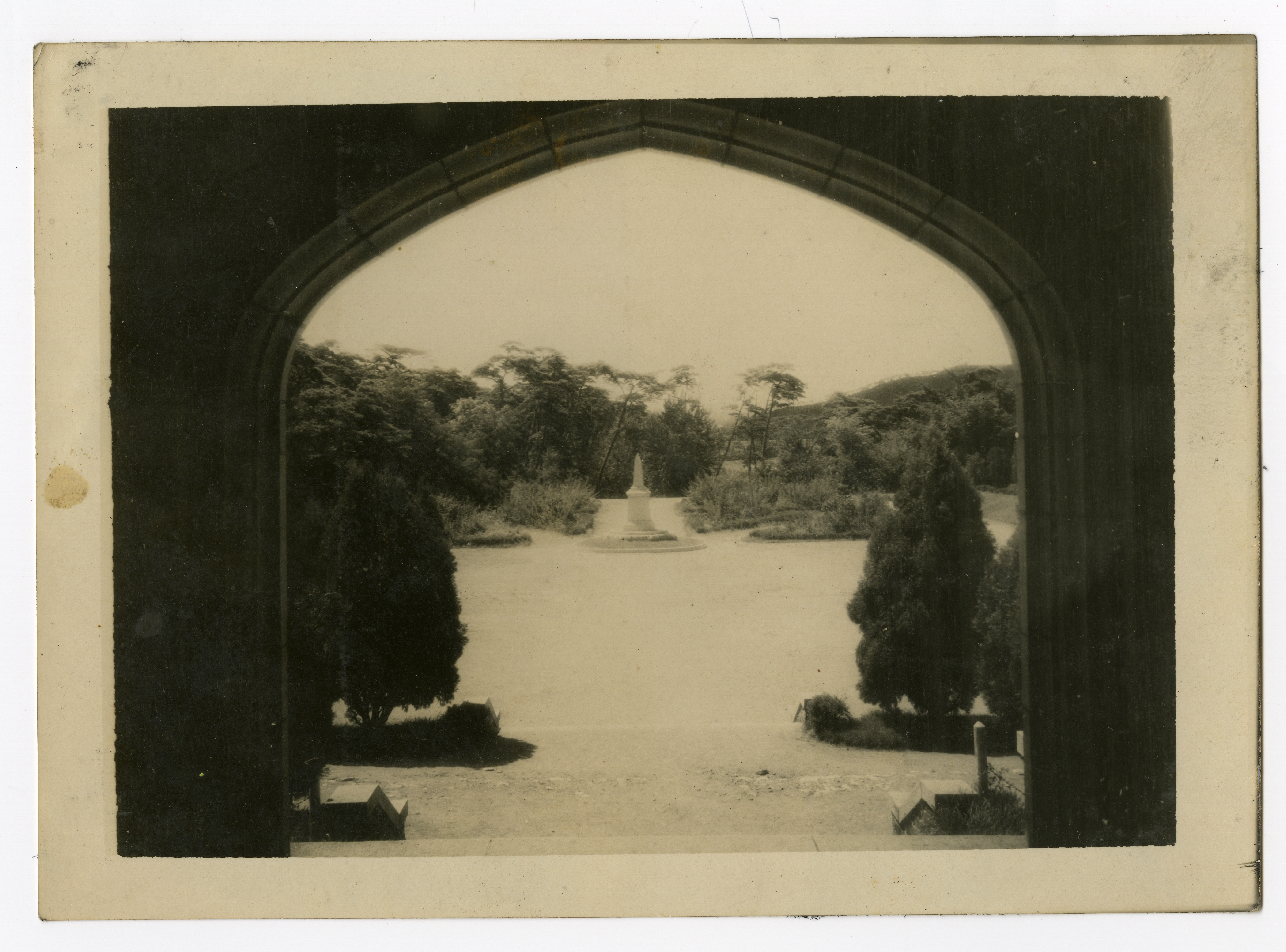
연희전문학교 교정 (1939)
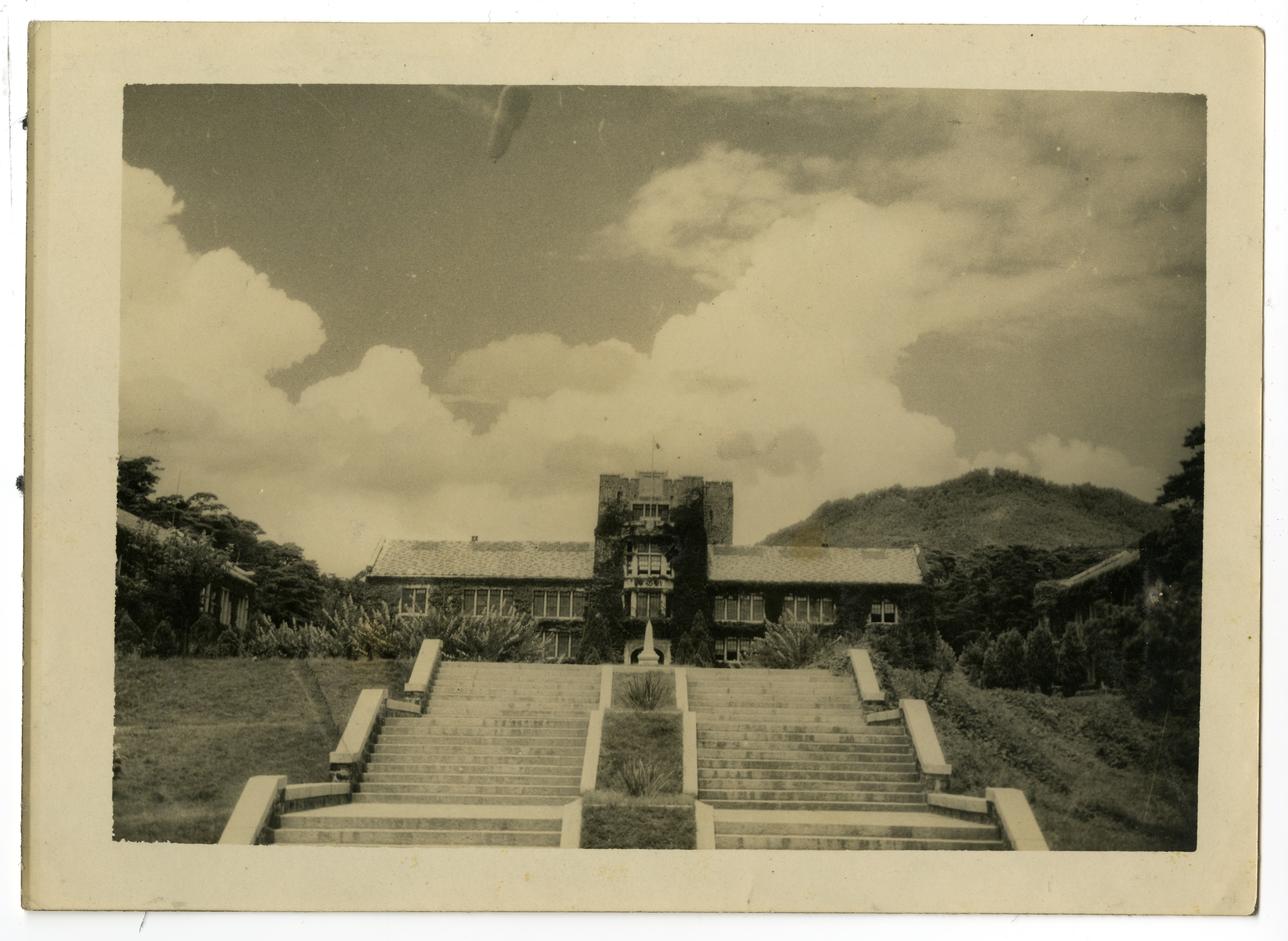
밑에서 바라본 연희전문학교 언더우드관 (1939)
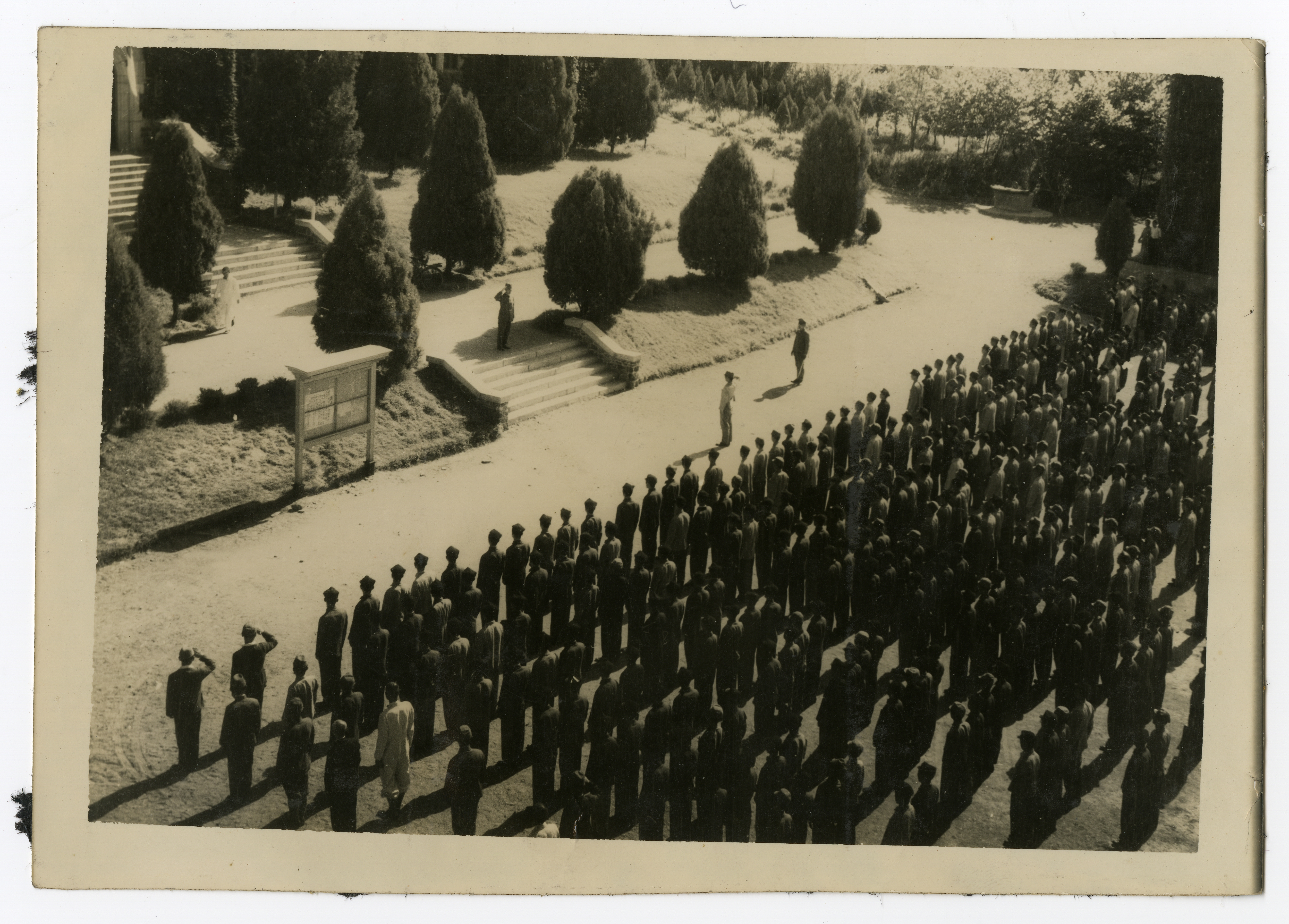
언더우드관 앞 조례 (1939)